# クールモアスタッド
クールモアスタッド (Coolmore Stud) は、アイルランドを本拠地として世界中で活動する競走馬の生産者である。経営者はジョン・マグナー。略称は「クールモア」。

## 概要
競走よりも種牡馬ビジネスを重視しており、優秀な競走馬は3歳時に引退させ種牡馬入りさせることが多い。クールモアスタッドの所有馬は、全て経営者のジョン・マグナーの妻であるスーザン・マグナー、ブックメーカー「アーサープリンス」元オーナーのマイケル・テイバー、同じくブックメーカー「ラドブロークス」トレーディングディレクターのデリック・スミスによる共同所有の形を取っており、正式な馬主の名義は「Derrick Smith, Mrs John Magnier & Michael Tabor」などと表記される。馬名は歴史の偉人や比較的平易な英単語の組み合わせ等を主に使用し、殆どの所有馬をエイダン・オブライエン厩舎（バリードイル調教場）に預けている。
シャトル種牡馬ビジネスの先駆けと言われており、デインヒルなどの種牡馬で南半球とのシャトル供用を始めた。
現在はアイルランド、アメリカ合衆国、オーストラリアに主な牧場があるが、日本競馬には今のところ参入していない（セレクトセールの参加歴はある）。大樹ファーム、パカパカファーム等とパイプがあるとされている。

## 主な繋養馬

### 種牡馬
括弧内は繋養期間と種付料。
- オーストラリア（2015年 - 、3万5000ユーロ）
- ブラックベアード
- Calyx　（12500ユーロ）
- キャメロット（2014年 - 、7万5000ユーロ）
- チャーチル（2018年 - 、2万5000ユーロ）
- フットステップスインザサンド（2006年-、1万2500ユーロ）
- グレンイーグルス（2016年 - 、1万5000ユーロ）
- ホーリーローマンエンペラー（2007年-、1万ユーロ）
- ノーネイネヴァー(2015年-、12万5000ユーロ)
- サクソンウォリアー（2019年 - 、2万ユーロ）
- Sioux Nation（1万ユーロ）
- セントマークスバシリカ（2022年 - 、6万5000ユーロ）
- Starspangledbanner（2011年 - 、3万5000ユーロ）
- テンソヴリンズ（2020年 - 、1万7500ユーロ）
- ウートンバセット （2021年 - 15万ユーロ）
- オーギュストロダン
- シティオブトロイ
- Henry Longfellow
- Little Big Bear
- パディントン
- The Antarctic

### 過去の繋養馬
種牡馬
- サドラーズウェルズ（1985年-2008年、引退）
- アルザオ（1985年-2005年、引退）
- ビーマイゲスト（1978年-2004年、死亡）
- フェアリーキング（1986年-1999年、死亡）
- ジョージワシントン（2007年、死亡）
- グランドロッジ（1995年-2003年、死亡）
- デインヒル（1990年-2003年、死亡）
- デザートキング（1998年-2001年、輸出）
- ファスリエフ（2000年-2007年、優駿SSへ輸出）
- ラストタイクーン（1987年-1994年、1996年、1998年、輸出、死亡）
- ロイヤルアカデミー（1991年-1995年、1997年、輸出）
- モンジュー（2001年-2012年、死亡）
- ガリレオ（2002年-2021年、死亡）
- オージールールズ
- ストラテジックプリンス（2009年-2012年）
- ハリケーンラン（2007年-2012年）
- エクセレントアート
- ハイシャパラル（2004年-、2万5000ユーロ）
- Declaration of War
- デュークオブマーマレード（2009年-、2万ユーロ）
- Battle of Marengo
- キングズバーンズ
- パントレセレブル（1999年-2000年、2002年-、1万2500ユーロ）
- アルフレッドノーベル（2011年-、4000ユーロ）
- ショワジール
- デインヒルダンサー（1997年-、6万ユーロ）
- デクラレーションオブウォー（2014年）
- リップヴァンウィンクル（2011年-2020年、1万7500ユーロ）
- ゾファニー（7500ユーロ）
- スタチューオブリバティ
- ルーラーオブザワールド(2015年-2019年、輸出)
- マスタークラフツマン（2010年-2021年、死亡）
- キャンフォードクリフス（2012年-、1万7500ユーロ）
- カラヴァッジオ（2018年 - ）
- Leading Light
- Most Improved
- Power
- Requinto
- ファストネットロック（Private）
- ディラントーマス（2008年-、1万2500ユーロ）
- エクセレブレーション
- ヘンリーザナビゲーター
- プールモア（2012年-、2万ユーロ）
- キングストンヒル
- Scorpion（2015年 - ）
- ザグルカ（2017年 - ）
- ソーユーシンク
- ザウェイユーアー（5000ユーロ）
- ローソサイエティ
- ロックオブジブラルタル（2003年-2006年、2008年-2022年、5000ユーロ）[1]
- Gustav Klimt（4000ユーロ）
- ハイランドリール（2018年 - 、1万ユーロ）
- ソットサス（2021年 - 2024年、2万5000ユーロ）
- Arizona（6000ユーロ）
- マグナグレシア（2020年- 、1万7500ユーロ）
- Circus Maximus（1万2500ユーロ）
- ユーエスネイビーフラッグ（2019年 - 2023年、1万2500ユーロ）

繁殖牝馬
- ディアドラ（2021年 - 2023年）

## クールモア・オーストラリアの主な繋養馬
クールモア・オーストラリアはオーストラリアのニューサウスウェールズ州にある牧場である。他の地域からシャトル種牡馬を受け入れることが多い。
種牡馬
- ソーユーシンク
- ファストネットロック
- Pierro
- Adelaide
- Pride Of Dubai
- Acrobat
- Churchill
- Home Affairs
- King's Legacy
- セントマークスバシリカ
- ウートンバセット
- Yes Yes Yes
- スタースパングルドバナー
- Best Of Bordeaux
- ジャスティファイ

繁殖牝馬
- マカイビーディーヴァ（2006年 - ）

過去の繋養馬
- エクセレブレーション
- Rubick
- ノーネイネヴァー
- Vancouver
- フットステップスインザサンド（2005・2006年 - 、リース）
- フサイチペガサス（2001・2002年 - 、リース）
- ガリレオ（2002・2003年 - 、リース）
- デザートキング（1998・1999・2001・2002年、リース、日本に輸出）
- ディラントーマス
- ヘンリーザナヴィゲーター
- ルッキンアットラッキー
- エクセレントアート
- オラトリオ
- ムシール
- デュークオブマーマレード
- ハラダサン
- ハイシャパラル
- スピニングワールド
- アンクルモー
- ゾファニー
- キャメロット
- エンコスタデラーゴ
- ホーリーローマンエンペラー
- Verrazano
- デクラレーションオブウォー
- ショワジール
- マーチャントネイビー
- マグナグレシア
- サクソンウォリアー